# Chrám v Uppsale

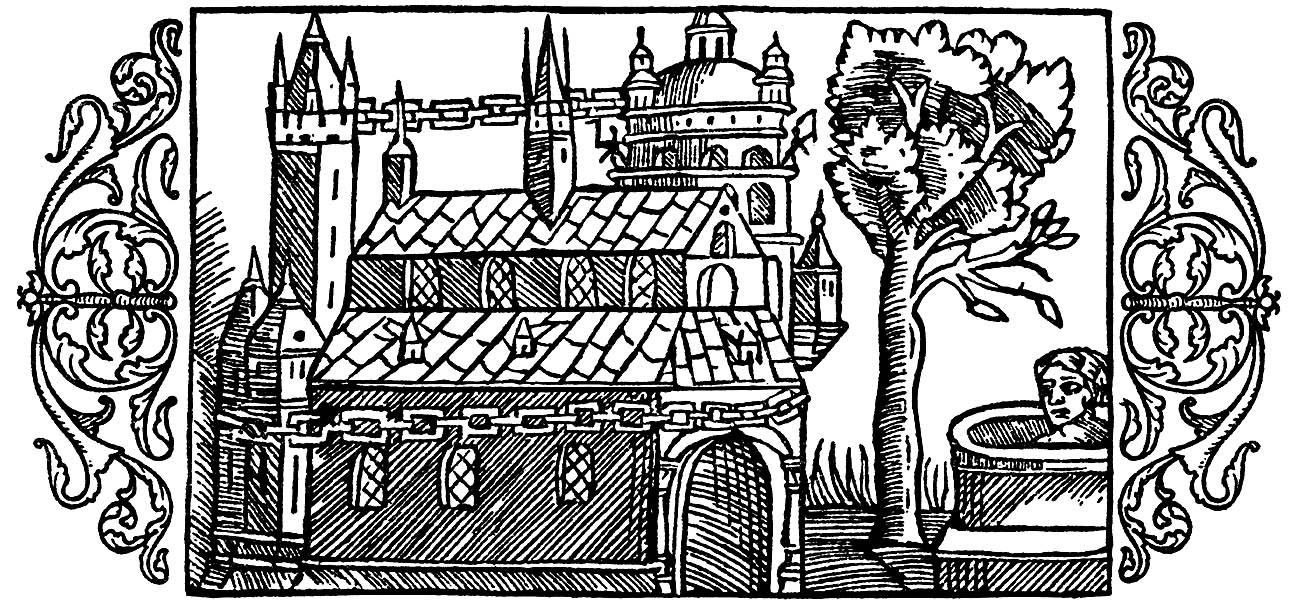
Vyobrazení chrámu podle popisu Adama z Brém v díle Historia de gentibus septentrionalibus Olause Magnuse

Chrám v Uppsale byl patrně nejvýznamnějším centrem severského pohanství. Nacházel se na území dnešního švédského města Uppsala, v místě dnes zvaném Gamla Uppsala (Stará Uppsala). Informace o chrámu jsou dochovány především v dílech Gesta Hammaburgensis ecclesiae pontificum Adama Brémského a v sáze Heimskringla Snorriho Sturlusona. Chrám byl zničen v rámci christianizačního procesu králem Inge I. v 80. letech 11. století. Podle Adama Brémského byly v chrámu tři sochy – Thóra, Ódina a Freye, který měl být údajně zobrazen s obrovským vztyčeným penisem. U těchto soch docházelo k obětování, podle Adama i lidí. Charakteristickým znakem měl být také velký zlatý řetěz, jímž byl prý celý chrám zvnějšku obepnut. Rakouský filolog a religionista Rudolf Simek uvedl, že "Adamovy zdroje mají extrémně různou spolehlivost, ale existence chrámu v Uppsale je nesporná." Soudí, že Adamův popis chrámu je možná ovlivněn popisem Šalomounova chrámu ve Starém zákoně. Existují též teorie, že chrám v Uppsale byl ve skutečnosti křesťanský chrám, jehož komunita byla prohlášena za pohanskou a rozprášena z nějakých politických důvodů, pravděpodobně v rámci boje o investituru. Poměrně neúspěšné a neprůkazné archeologické průzkumy vedly dokonce k pochybnostem, zda chrám vůbec existoval, avšak silný argument pro verzi, že ano, přinesl výzkum z roku 2013, kdy byly objeveny zbytky dvou řad velkých dřevěných kůlů. Jedna linie je přibližně kilometr dlouhá a skládá se ze 144 sloupů a druhá je dlouhá půl kilometru, přičemž každý sloup je od sebe vzdálen 5–6 metrů. Pokud linie označují uzavřený prostor, byla by uzavřená oblast obrovská a šlo by o zdaleka největší stavbu (či spíše posvátný areál) na sever od Alp v této době. Tyče byly velmi široké a jejich délka se odhaduje na nejméně 7 metrů.